# Difros

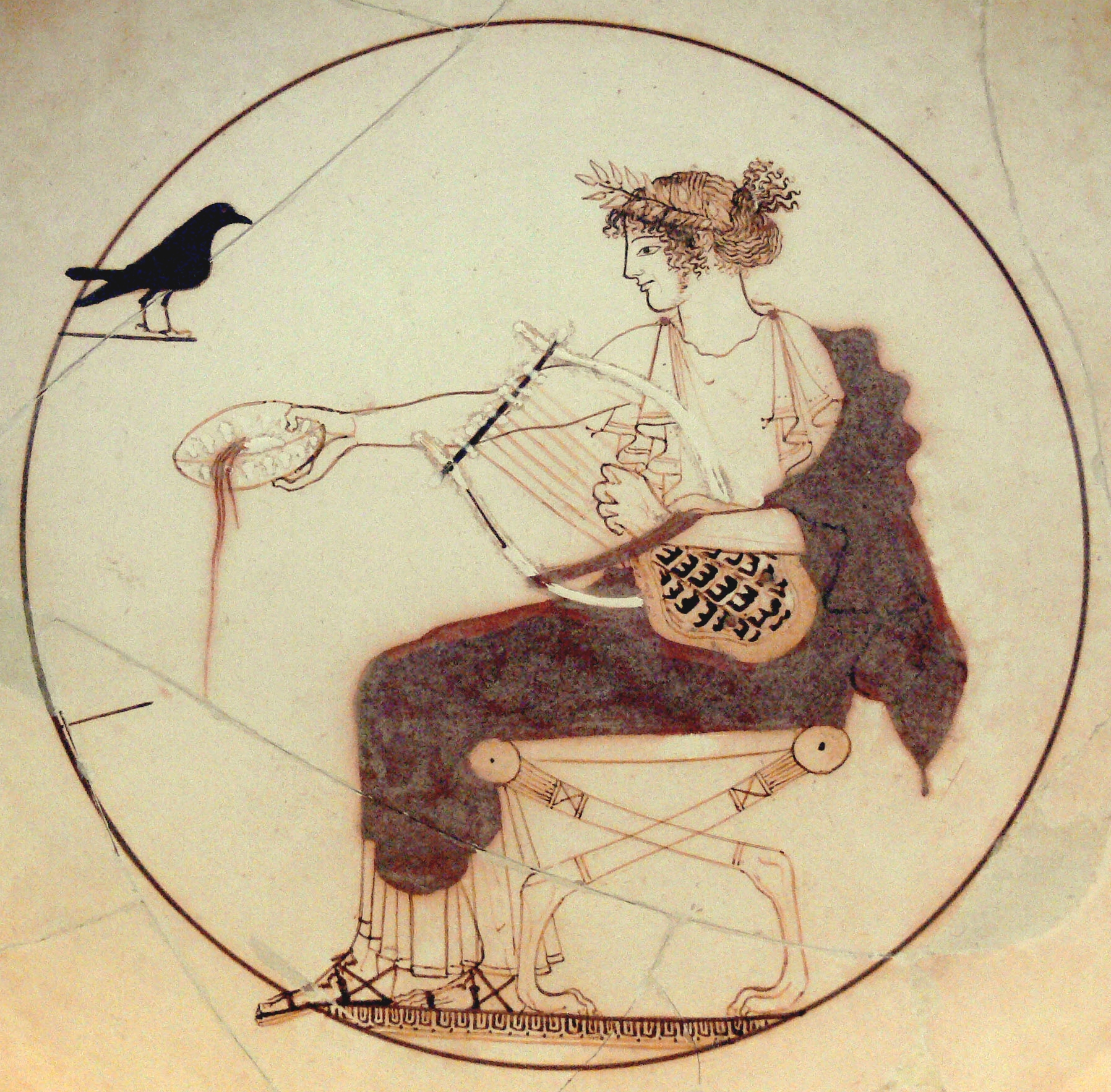
Apol·lo assegut en un difros. Tondo d'un kílix àtic de fons blanc, del pintor de Pistoxenos, 460 aC Museu Arqueològic de Delfos.

Difros (en grec Δίφρος) era, a l'Antiga Grècia, un tamboret sense respatller i amb quatre potes. Era fàcilment transportable i, per tant, d'ús comú.
Les primeres representacions de difros es troben a la ceràmica del període geomètric.
Els déus apareixen asseguts en difros en el fris oriental del Partenó. Les dones els usaven a la seva casa (oikos).
El difros plegable es denominava δίφρος ὀκλαδίας, diphros okladias, com el de la imatge.